# فورزا هورایزن ۳
فورزا هورایزن ۳ یک بازی ویدئویی مسابقه‌ای جهان باز است که توسط پلی‌گراند گیمز توسعه داده شده و به‌وسیلهٔ استودیو مایکروسافت برای اکس‌باکس وان و مایکروسافت ویندوز منتشر شده‌است. بازی در ۲۳ سپتامبر ۲۰۱۶ برای دارندگان «نسخه نهایی» و در ۲۷ سپتامبر ۲۰۱۶ برای دارندگان دیگر نسخه‌ها منتشر شد. این نسخه، سومین عنوان از مجموعه فورزا هورایزن و نهمین عنوان از مجموعه فورزا است. همانند نسخه‌های پیشین هورایزن، ترن ۱۰ استودیوز هم در تولید این نسخه همکاری کردند. داستان این نسخه در استرالیا رخ می‌دهد. چند محتوای قابل دانلود و بسته الحاقی برای این بازی عرضه شده‌است.
این بازی مورد تحسین قرار گرفت و میانگین نمرات نسخه اکس‌باکس وان آن در متاکریتیک ۹۱/۱۰۰ بر اساس ۹۱ نقد شد که این عنوان را به دومین عنوان مجموعه فورتزا هورایزن تا کنون تبدیل می‌کند. (تنها فورزا هورایزن ۴ که در سال ۲۰۱۸ عرضه شد دارای امتیاز بالاتری است) نسخه ویندوز بازی امتیاز ۸۶/۱۰۰ را بر اساس ۱۲ نقد دریافت کرد.